# マクシミリアーノ・エルナンデス・マルティネス
マクシミリアーノ・エルナンデス・マルティネス（スペイン語: Maximiliano Hernández Martínez, 1882年10月21日 - 1966年5月15日）は、エルサルバドルの軍人、政治家。クーデターで大統領に就任し、13年にわたって独裁政治を行った（在職：1931-1934年（代行）、1935-1944年）。経済政策では一定の評価を受けているが、魔術や神秘主義に傾倒するなど奇行も有名であり同国史上、最も毀誉褒貶のある人物である。

## 生涯
インディオの血を強く引く非嫡出子としてサン・マティアスで生まれた。幼年時代を貧困のうちに過ごしグアテマラの士官学校に入学。卒業後エルサルバドル政府軍に入隊し1906年には少佐、1919年には37歳で准将に昇進した。
1931年には、副大統領兼国防相となる。当時は世界恐慌によりコーヒーの価格が暴落し、国家収入は4年前の半分、労働者の賃金は半分以下になり財政も崩壊していた。政府は、腐敗を繰り返したため、これを非難するエルサルバドル共産党が急速に影響力を拡大。アルトゥーロ・アラウホ大統領はマルティネスを後任大統領に指名。マルティネスは翌年1月の地方選挙を公約する一方、ただちに左翼勢力に対する弾圧を開始した。1932年1月に地方選挙を実施。共産党候補が大量当選するが、政府はこれを認めなかった。
共産党は22日の一斉蜂起を予定するも事前に発覚する。ファラブンド・マルティをはじめとする共産党指導者は一斉逮捕され、指導者を失ったサンタアナ、アウアチャパン、ソンソナテの農民はマチェテを持って武装蜂起。その後軍部による報復で、ソンソナテ県イサルコ地方を中心に3万人が犠牲となるマタンサ大虐殺が行われた。こうして13年にわたるマルティネスの独裁の時代が始まった。
この時代にコーヒー保護法を制定して道路建設などの公共事業を積極的に進め、インフラはかなり整備された。汚職も比較的少なくなり、外国からの借款も抑制、国内通貨であるコロンの価値も比較的安定させた。
また、エルサルバドルは1934年5月19日に、建国を宣言した満洲国を日本に次いで全世界で2番目に承認した（実質的には最初の承認国）。これは、1932年にマルティネスが政権の座についた際、アメリカや中米諸国その他の各国が、革命政権不承認の原則をうたう1923年の中米条約を尊重してマルティネス政権承認を行なわなかった中、日本がマルティネス就任通知の親書に丁寧な返書を寄せたことが影響しているとする説がある。しかし、日米が開戦した後、エルサルバドルは米英を基軸とする「反枢軸連合国」側の一員に加わった。
1944年4月、自然発生的ゼネストにより経済がマヒし、知識人、学生がストを支持したことから広範な反政府運動に発展した。翌5月にマルティネスは辞任して亡命。その後、ホンジュラスの自分の農場で争議中の労働者により暗殺された。83歳没。

## 語録
「人間の死よりも蟻の死の方が重いのだ。人間の死は転生の始まりだが、蟻にとっては死は永遠であるから」-農民大虐殺に際して